# Spergularia
Spergularia es un género de plantas fanerógamas con unas  200 especies descritas de las cuales solo una quinta parte son aceptadas, pertenece a la familia Caryophyllaceae. Es también considerado como mero subgénero o sección de Arenaria (Pers, Syn. Pl., 1: 504, 1805).

## Descripción
Es una planta herbácea caduca o perenne con tallo erecto o postrado y ramificado, alcanzando una altura de 25 cm. Las hojas son estrechas, opuestas, lineales, sésiles. Las inflorescencias  en cimas terminales con flores de cinco pétalos de color blanco a rosa. El fruto es una cápsula ovoidea a subglobosa, dehiscente por 3 válvulas y con semillas piriformes a suborbiculares, comprimidas y a menudo aladas o heteromorfas (aladas y ápteras mezcladas). Los caracteres de dichas semillas son esenciales para la correcta identificación de las especies

## Repartición y hábitat
Son naturales de la cuenca del Mediterráneo, Europa central y Norteamérica, además  de numerosos endemismos en el oeste de  América del Sur.
Crece cerca de las costas y en terrenos arenosos y salinos.

## Taxonomía
El género fue descrito por (Pers.) J.Presl & C.Presl y publicado en Flora Čechica 94. 1819[1819].
Etimología
Spergularia:nombre genérico que deriva del  Latín spargo = "dispersión, repartición", aludiendo a la diseminación de las semillas.

## Especies aceptadas
- Spergularia aberrans I.M.Johnst.
- Spergularia andina Rohrb.
- Spergularia arbuscula (Gay) I.M.Johnst.
- Spergularia australis (Samp.) Ratter
- Spergularia azorica (Kindb.) Lebel
- Spergularia bocconei (Scheele) Asch. & Graebn.
- Spergularia bracteata (B.L.Rob.) A Nelson & J.F.Macbr.
- Spergularia canadensis (Pers.) G.Don
- Spergularia capillacea (Kindb.) & Lange) Willk.
- Spergularia collina I.M. Johnst.
- Spergularia confertiflora Steud.
- Spergularia congestifolia I.M. Johnst.
- Spergularia cremnophila I.M. Johnst.
- Spergularia denticulata Phil.
- Spergularia depauperata (Naudin) Rohrb.
- Spergularia diandra (Guss.) Heldr.
- Spergularia echinosperma (Celak.) Asch. & Graebn.
- Spergularia fasiculata Phil.
- Spergularia fimbriata Boiss. & Reut.
- Spergularia floribunda Rohrb.
- Spergularia heldreichii Foucaud ex E.Simon & P.Monnier
- Spergularia lycia P.Monnier & Quézel
- Spergularia macrorrhiza (Req.) ex Loisel.) Heynh.
- Spergularia macrotheca (Hornem. ex Cham. & Schltdl.) Heynh.
- Spergularia marina (L.) Besser
- Spergularia media (L.) C.Presl
- Spergularia microsperma Asch.
- Spergularia nicaeensis Sarato ex Burnat
- Spergularia pazensis (Rusby) Rossbach
- Spergularia platensis (Cambess.) Fenzl
- Spergularia purpurea (Pers.) G.Don
- Spergularia pycnantha Rossbach
- Spergularia rubra (L.) J.Presl & C.Presl
- Spergularia rupestris Cambess.
- Spergularia rupicola Lebel
- Spergularia segetalis (L.) G.Don
- Spergularia sparsiflora (Greene) A.Nelson
- Spergularia sperguloides Heynh.
- Spergularia spruceana R. Rossbach
- Spergularia squarrosa Muschl.
- Spergularia stenocarpa (Phil.) I.M.Johnst.
- Spergularia tangerina P.Monnier[5]

En la península ibérica e Islas Baleares, están presentes solo una quincena de especies:
S. australis (Samp.) Prain in B.D.Jacks., S.  bocconei (Scheele) Graebn. in Asch. & Graebn., S. capillacea (Kindb.) Willk. in Willk. & Lange, S. diandra (Guss.) Boiss., S. echinosperma (?elak.) Asch. & Graebn.,  S. fimbriata Boiss. & Reut. in Boiss., S. heldreichii Foucaud, S. marina (L.) Besser, S. media (L.) C. Presl, S. nicaeensis Sarato ex Burnat, S. purpurea (Pers.) D. Don, S. rubra (L.) J Presl & C Presl, S. rubra var. alpina (Boiss.) Willk. in Willk. & Lange, S. rupicola Lebel ex Le Jol., S. segetalis (L.) G. Don, S. tangerina P. Monnier in Feddes Repert.